# Limnophila
Limnophila é um género botânico pertencente à família Plantaginaceae. Tradicionalmente este gênero era classificado na família das Scrophulariaceae.

## Sinonímia
Ambulia Lam. ,
Bonnayodes Blatt. et Hallb..

## Espécies
Composto por 90 espécies:
Limnophila albiflora Limnophila aquatica Limnophila aromatica
Limnophila aromaticoides Limnophila australis Limnophila balsamea
Limnophila bancana Limnophila bangweolensis Limnophila barteri
Limnophila benthamiana Limnophila borealis Limnophila brownii
Limnophila cambodiana Limnophila campanuloides Limnophila camphorata
Limnophila cana Limnophila cavaleriei Limnophila ceratophylloides
Limnophila chamaedrifolia Limnophila chevalieri Limnophila chinensis
Limnophila cimicina Limnophila connata Limnophila conferta
Limnophila costaricensis Limnophila crassifolia Limnophila dasyantha
Limnophila diffusa Limnophila dubia Limnophila elongata
Limnophila erecta Limnophila fluviatilis Limnophila fragrans
Limnophila geoffrayi Limnophila glabra Limnophila glandulifera
Limnophila gracilipes Limnophila gratioloides Limnophila gratissima
Limnophila griffithii Limnophila hayatae Limnophila helferi
Limnophila heterophylla Limnophila hippuridoides Limnophila hirsuta
Limnophila hypericifolia Limnophila hyssopifolia Limnophila indica
Limnophila javanica Limnophila kingii Limnophila laotica
Limnophila laxa Limnophila manilensis Limnophila menthastrum
Limnophila micrantha Limnophila morgania Limnophila myriophylloides
Limnophila obovata Limnophila palauensis Limnophila parviflora
Limnophila pinnatifida Limnophila poilanei Limnophila polyantha
Limnophila polystachya Limnophila polystachyoides Limnophila pulcherrima
Limnophila punctata Limnophila pygmaea Limnophila racemosa
Limnophila reflexa Limnophila repens Limnophila roxburghii
Limnophila rugosa Limnophila serrata Limnophila sessiliflora
Limnophila sessilis Limnophila siamensis Limnophila stipitata
Limnophila stolonifiera Limnophila taoyuanensis Limnophila tenera
Limnophila thorelii Limnophila tillaeoides Limnophila torenioides
Limnophila trichophylla Limnophila trifida Limnophila verticillata
Limnophila villifera Limnophila villosa Limnophila viscida

## Nome e referências
Limnophila R.Br.